# سفينة نوح (فلم 1999)
سفينة نوح (بالإنجليزية: Noah's Ark) وهو فيلم تلفزيوني من إنتاج سنة 1999، من إخراج جون إرفين وبطولة جون فويت وماري ستينبرجن وف. موراي أبراهام وأليكسيس دينيسوف وإيميلي مورتيمير وسدني تاميا بوايتير وجيمس كوبورن وجوناثان كيك وسونيا والغر ومارك بازيلي وهو يتكلم عن قصة النبي نوح وبنائه للفلك حسب سفر التكوين في التوراة وقد تم منع عرض هذا الفلم في الدول الإسلامية.

## روابط خارجية
- مقالات تستعمل روابط فنية بلا صلة مع ويكي بيانات